# ويليام فرازير (سياسي نيوزلندي)
ويليام فرازير (بالإنجليزية: William Fraser)‏ هو سياسي نيوزلندي، ولد في 1840، وتوفي في 17 يوليو 1923. انتخب عضو مجلس النواب نيوزيلندا عن دائرة Wakatipu (New Zealand electorate) ‏ (1893 – 1919).